# Muzeul de Istorie și Etnografie din Orhei
Muzeul de Istorie și Etnografie din Orhei este principală instituție muzeală a raionului Orhei, înființată oficial în anul 1969. Fondul acestuia cuprinde peste 25 000 de piese, în special documente și fotografii, dar posedă și colecții notabile etnografice, arheologice și numismatice. Sediul muzeului se află într-un edificiu ridicat în perioada interbelică, în stil neoromânesc, amplasat în centrul istoric al orașului Orhei.

## Istoric
Au existat câteva încercări inițiale de a organiza un muzeu în orașul Orhei, inclusiv o mică sală de expoziție amenajată în 1937 de Asociația Învățătorilor din Județul Orhei și un muzeu public deschis în casa de cultură a orașului în 1966, la inițiativă profesorului local de istorie A. Roitman. Muzeul actual a fost fondat oficial în 1969 prin ordinul Ministerului Culturii de atunci și ocupa două încăperi din sediul bibliotecii orășenești. Trofim Bracico a devenit primul director al acestuia, ulterior perindându-se în această funcție Nicolai Mișin (1980-1983), Emanuil Cucu (1984-1987), Valentin Golub (1987-2006), Gheorghe Maxian (2006-2013), Andrei Calcea (2013-2018; 2020).

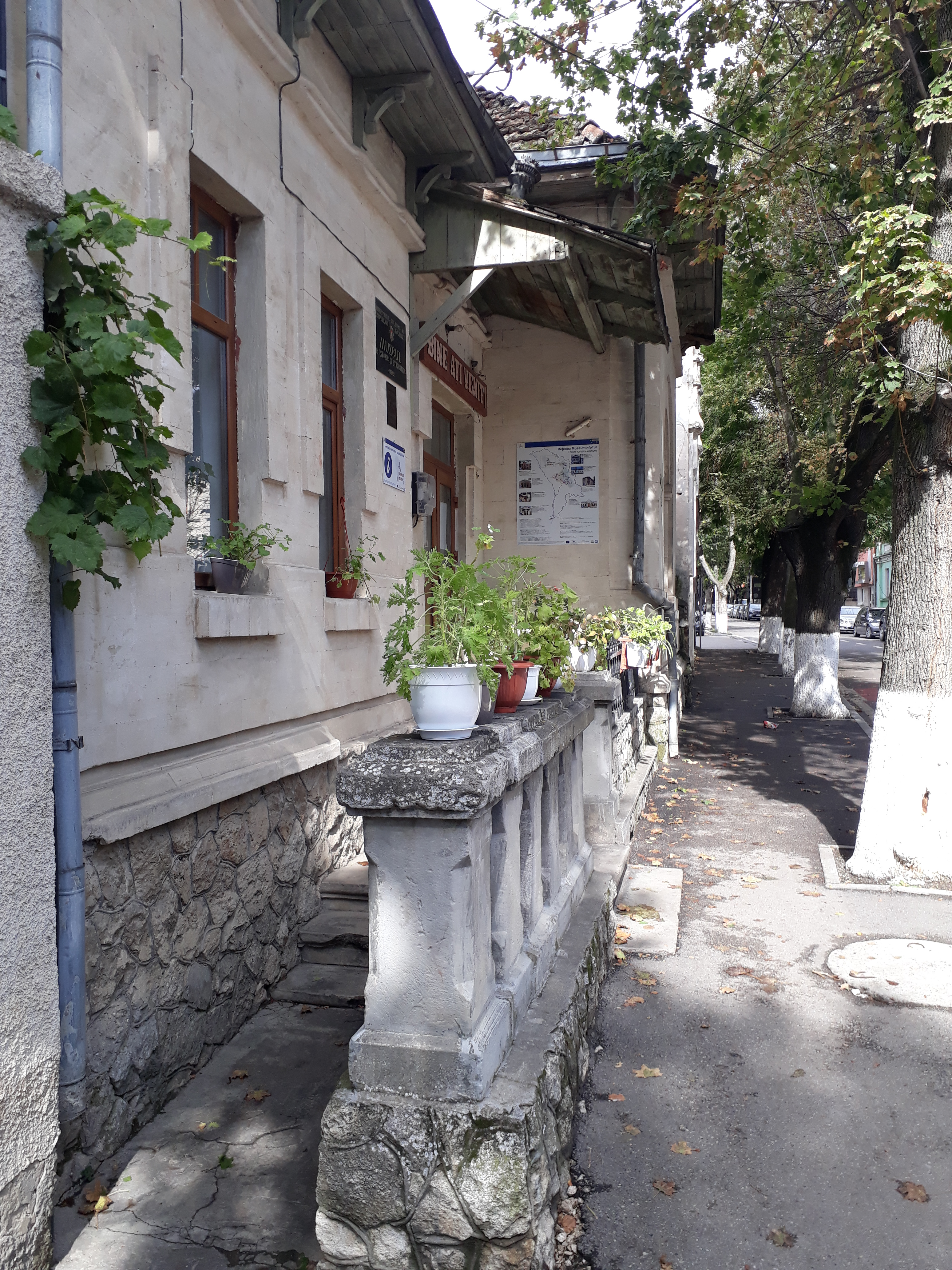
Gardul ornamental de la intrarea în muzeu.

## Sediu
Sediul curent al muzeului a fost transferat în gestiunea acestuia în 1971, dar inaugurarea lui s-a petrecut în 1974, după renovarea clădirii (1972-1973). Reprezintă o vilă urbană cu poartă ornamentală, ridicată în 1928-1929 în stil arhitectural neoromânesc. A aparținut lui Mircea Bengulescu, arhitect și inginer în cadrul Serviciului Tehnic al Județului Orhei, stabilit în oraș din 1928. Acesta a mai construit stația tinerilor naturaliști, casa medicului Mihai Coteanu și podurile de peste râul Răut.
Muzeul își desfășoară expozițiile în 7 săli cu o suprafață totală de 142,4 mᒾ.

## Colecții
Cele 23 032 piese înregistrate în fondul de bază al muzeului în 2020 se împart în mai multe colecții:
- 18 974 documente,
- 1 020 fotografii,
- 924 obiecte etnografice,
- 658 monede și alte piese de numismatică,
- 508 piese arheologice,
- 53 obiecte de artă decorativă,
- 895 piese din alte categorii.

Numărul de piese a crescut considerabil în ultimele decenii, în 1971 muzeul având înregistrate 4450 de obiecte în fondul muzeal.

## Expoziții
Până în 1991, expozițiile din cadrul muzeului nu reflectau aproape deloc istoria și cultura locală, acestea axându-se mai mult pe evenimente petrecute în Uniunea Sovietică. După obținerea independenței Republicii Moldova, sălile de expoziție au fost reorganizate, astfel încât publicul să poată admira preponderent materiale din orașul și raionul Orhei, cât și altele referitoare la istoria și cultura națională. 
Fiecare dintre cele 7 săli destinate publicului găzduiește o expoziție tematică, precum preistoria ținutului Orhei (Sala nr. 1), epoca medievală (Sala nr. 2), orheienii în epoca modernă și contemporană (Sala nr. 3) ș.a.m.d. Printre materialele expuse se numără atât artefacte colectate din teren și de la oameni (ceramică getică, monede, costume populare, alte forme de artizanat etc.), cât și panouri informative cu ilustrații și fotografii. Dintre obiectivele aflate în jurul Orheiului, cetățile getice de la Morozeni, Dișcova sau Butuceni, orașele medievale Șehr al-Djedid și Orheiul Vechi beneficiază de o atenție deosebită datorită reconstituirilor grafice, fotografiilor, pieselor arheologice expuse în standuri. Un spațiu aparte este dedicat celui de-al Doilea Război Mondial, victimelor represiunilor staliniste și consecințelor acestor două perioade asupra orașului Orhei. 

## Activitatea editorială
Colaboratorii muzeului au publicat până în prezent mai multe cărți/monografii despre localități sau monumente specifice din raionul Orhei și nu numai, cum sunt satele Berezlogi, Furceni, Căzănești, Susleni, Stejăreni, Cișmea, cartierul Slobozia Doamnei, Biserica Sf. Dumitru din Orhei și Mănăstirea Curchi.